# Rafael Sóbis
Rafael Augusto Sóbis do Nascimento (17 juni 1985) is een Braziliaanse voetballer die speelt als aanvaller.
Voordat hij bij Cruzeiro ging spelen, speelde Sóbis voor Internacional, Real Betis, Al-Jazira, Fluminense and Tigres UANL. Hij won de Copa Libertadores met Internacional, en werd tweede met Tigres in 2015.
Sóbis speelde ook voor Braziliaanse nationale ploeg, en won een bronzen medaille op de Olympische Zomerspelen 2008.

## Carrière

### Internacional
Hij is geboren in Erechim, Rio Grande do Sul en startte in de jeugd van Internacional, Waar hij bekend stond als Rafael. Inter’s voorzitter op dat moment, Fernando Carvalho, zei dat hij beter zijn naam kon veranderen naar alleen Sobis, zijn moeders voornaam met oorsprong in Oekraïne , zodat hij een grotere kans maakte in de Europese competities wanneer hij een tweede nationaliteit zou krijgen.
In 2004 mag hij voor het eerst met de eerste ploeg meespelen en al zeer snel veroverd hij een basisplaats in de ploeg. Sóbis maakte 19 goals in 35 wedstrijden in het volgende seizoen. In het jaar nadien was hij een van de basisspelers bij Internacional en eindigt in de Braziliaanse competitie op de tweede plek met zijn ploeg. Dat jaar wordt hij ook geselecteerd door de CBF voor het all star team rond het einde van het seizoen. Het seizoen 2006 begon ongelukkig omdat hij meerdere blessures heeft opgelopen. Na deze blessures verovert hij zijn plek terug in de ploeg en hielp Internacional de Copa Libertadores te winnen; dit deed hij door twee keer te scoren in de eerste helft in de finale tegen São Paulo.

### Real Betis
Sóbis tekende voor Real Betis in augustus 2006. Opvallend genoeg zou Internacional enkel maar 25% van het transfergeld ontvangen hebben en de rest ging naar andere partijen. Hij werd op 8 september officieel voor gesteld aan de pers en maakte zijn Real Betis en La Liga debuut tegen Athletic Bilbao twee dagen later in het San Mamés stadium, een wedstrijd die met 3-0 gewonnen werd.
Sóbis scoorde zijn eerste goal tegen Sevilla op 17 september, een wedstrijd die Betis toch nog verloor met 3-2. Verder maakte hij nog een belangrijk doelpunt tegen Celta de Vigo, de debuut wedstrijd van hun nieuwe coach Luis Fernández. Door een blessure aan de ligamenten tijdens een wedstrijd tegen RCD Mallorca moest hij een maand aan de kant. Sóbis' grootste bijdrage van het seizoen 2006-2007 was de late gelijkmaker tegen Barcelona in Camp Nou, op aangeven van zijn landgenoot Marcos Assunção.
Zijn tweede seizoen bij Betis begon veelbelovend, maar daarna kende hij een terugval en kreeg Betis een aanbod van de Engelse Premier League club Newcastle United voor Sóbis in juli 2008.

### Al-Jazira
Op 2 september 2008, tekende Sóbis bij Al-Jazira voor €10 miljoen.
In juli 2010, werd Sóbis uitgeleend voor 1 jaar aan zijn vroegere club Internacional om de Copa Libertadores te spelen. Op 18 Augustus, versloegen zij Chivas Guadalajara in de Copa Libertadores finale waar Sóbis de eerste goal scoorde van de 3-2 overwinning. Bij het scoren viel hij ongelukkig op zijn arm en moest later geblesserd gewisseld worden voor Leandro Damião, die ook nog een goal zou maken. Internacional lichte de koopoptie niet door de blessure en de hoge vraagprijs en Sòbis keerde terug naar het Midden-Oosten.

### Fluminense
Na nog een jaar te zijn uitgeleend, deze keer aan Fluminense kocht deze club Sòbis aan het eind van het seizoen 2012 en tekende een driejarig contract.
Op 24 december 2014, verbreekt hij zijn contract bij Fluminense met wederzijdse toestemming.

### Tigres UANL
Vier dagen later tekent hij bij de Mexicaanse club Tigres UANL een contract voor 1 jaar. Hij wordt kampioen met zijn ploeg in de Liga MX en tweede in 2015 in de Copa Libertadores.

### Cruzeiro
Op 23 juni 2016, tekende Sóbis een contract bij Cruzeiro tot 2019, een dag na de Argentijnse spits Ramón Ábila. Sóbis werd al snel een zeer belangrijke basisspeler.

## Internationaal

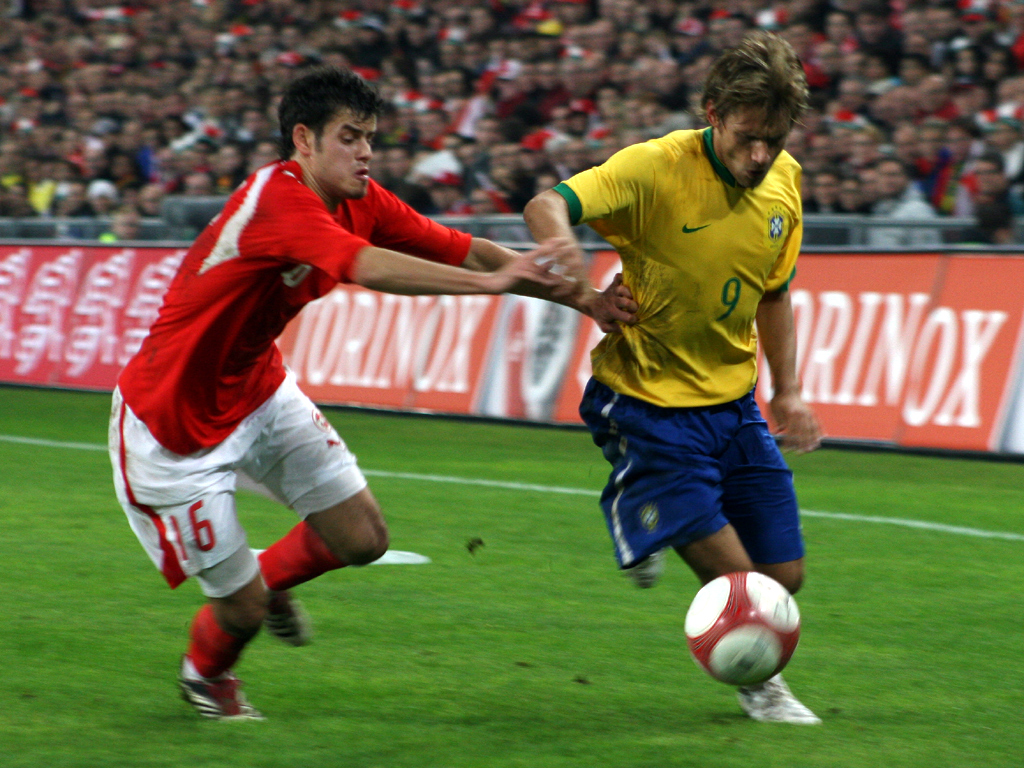
Sóbis spelend voor Brazilië in 2006.

Sóbis maakte zijn debuut voor Brazilië op 3 september 2006 tegen Argentinië in het Emirates Stadium in Londen; Brazilië won deze wedstrijd met 3–0. Sóbis viel in de laatste minuut in voor Robinho. Hij maakte zijn eerste goal voor Brazilië in de vriendschappelijke wedstrijd tegen Al Kuwait uit Koeweit op 7 Oktober 2006.
Hij won een bronzen medaille met het Braziliaans olympisch elftal op de Olympische Zomerspelen 2008 in China. Als invaller in de groepsfase tegen Nieuw-Zeeland, maakte hij de 5–0 op aangegeven van Lucas Leiva.

## Statistieken
| Club            | Seizoen         | League | League | Beker | Beker | Continental | Continental | Andere | Andere | Totaal | Totaal |
| Club            | Seizoen         | Apps   | Goals  | Apps  | Goals | Apps        | Goals       | Apps   | Goals  | Apps   | Goals  |
| --------------- | --------------- | ------ | ------ | ----- | ----- | ----------- | ----------- | ------ | ------ | ------ | ------ |
| Internacional   | 2004            | 35     | 6      | 5     | 1     | 2           | 0           | 8      | 2      | 50     | 9      |
| Internacional   | 2005            | 35     | 19     | 6     | 1     | 6           | 2           | 12     | 3      | 57     | 25     |
| Internacional   | 2006            | 12     | 3      | 0     | 0     | 12          | 3           | 0      | 0      | 24     | 6      |
| Internacional   | 2010            | 16     | 4      | 0     | 0     | 5           | 1           | 0      | 0      | 21     | 5      |
| Internacional   | 2011            | 0      | 0      | 0     | 0     | 5           | 1           | 10     | 2      | 15     | 3      |
| Internacional   | Totaal          | 98     | 32     | 11    | 2     | 30          | 7           | 30     | 7      | 169    | 48     |
| Real Betis      | 2007            | 31     | 4      | 0     | 0     | 0           | 0           | 0      | 0      | 31     | 4      |
| Real Betis      | 2008            | 26     | 4      | 0     | 0     | 0           | 0           | 0      | 0      | 26     | 4      |
| Real Betis      | Totaal          | 57     | 8      | 0     | 0     | 0           | 0           | 0      | 0      | 57     | 8      |
| Al-Jazira       | 2009            | 21     | 7      | 0     | 0     | 0           | 0           | 0      | 0      | 21     | 7      |
| Al-Jazira       | 2010            | 0      | 0      | 0     | 0     | 4           | 2           | 0      | 0      | 4      | 2      |
| Al-Jazira       | Totaal          | 21     | 7      | 0     | 0     | 4           | 2           | 0      | 0      | 25     | 9      |
| Fluminense      | 2011            | 26     | 10     | 0     | 0     | 0           | 0           | 0      | 0      | 26     | 10     |
| Fluminense      | 2012            | 21     | 3      | 0     | 0     | 9           | 1           | 11     | 5      | 41     | 9      |
| Fluminense      | 2013            | 36     | 10     | 1     | 0     | 7           | 1           | 12     | 5      | 56     | 16     |
| Fluminense      | 2014            | 31     | 3      | 4     | 1     | 1           | 0           | 15     | 1      | 51     | 5      |
| Fluminense      | Totaal          | 114    | 26     | 5     | 1     | 17          | 2           | 38     | 11     | 168    | 38     |
| UANL            | 2014            | 15     | 7      | 0     | 0     | 12          | 4           | 0      | 0      | 27     | 11     |
| UANL            | 2015            | 37     | 11     | 0     | 0     | 6           | 0           | 0      | 0      | 43     | 11     |
| UANL            | Totaal          | 52     | 18     | 0     | 0     | 18          | 4           | 0      | 0      | 70     | 22     |
| Cruzeiro        | 2016            | 22     | 4      | 6     | 0     | 0           | 0           | 0      | 0      | 28     | 4      |
| Cruzeiro        | 2017            | 16     | 3      | 15    | 5     | 1           | 0           | 13     | 4      | 43     | 12     |
| Cruzeiro        | 2018            | 19     | 3      | 4     | 0     | 4           | 1           | 11     | 3      | 38     | 7      |
| Cruzeiro        | Totaal          | 57     | 10     | 25    | 5     | 5           | 1           | 24     | 6      | 111    | 22     |
| Carrière Totaal | Carrière Totaal | 382    | 99     | 38    | 8     | 73          | 16          | 92     | 24     | 581    | 145    |

## Erelijst[11]

### Club
Internacional
- Campeonato Gaúcho: 2011
- Copa Libertadores: 2006, 2010

Fluminense
- Campeonato Carioca: 2012
- Campeonato Brasileiro Série A: 2012

Cruzeiro
- Campeonato Mineiro: 2018
- Copa do Brasil: 2017, 2018

UANL
- Liga MX: Apertura 2015
- Copa Libertadores: tweede 2015
- CONCACAF Champions League: tweede 2016

### International
Brazilië
- Olympische Spelen 2008: Bronzen medaille

### Individueel
- Campeonato Brasileiro Série A Team of the Year: 2005[12]
- Top Scorer Copa do Brasil 2017

1 Diego Alves ·
2 Rafinha ·
3 Alex Silva ·
4 Thiago Silva ·
5 Hernanes ·
6 Marcelo ·
7 Anderson ·
8 Leiva ·
9 Alexandre Pato ·
10 Ronaldinho  ·
11 Ramires ·
12 Renan ·
13 Ilsinho ·
14 Breno ·
15 Diego ·
16 Thiago Neves ·
17 Rafael Sóbis ·
18 Jô ·
Coach: Dunga